# Список игровых кинофильмов СССР (1937)
Список завершённых советских игровых полнометражных и короткометражных фильмов 1937 года производства, снятых для коммерческого проката. В списке отсутствуют неигровые и мультипликационные кинофильмы, а также телефильмы и учебные фильмы, не выходившие в прокат.

## Список фильмов
Все фильмы звуковые, чёрно-белые, обычного формата, односерийные.
| Название (Альтернативное название)                               | Киностудия                         | Республика  | Частей | Метраж | Выход в прокат   | Режиссёр                               | Жанр | Примечание                                                           |        |
| ---------------------------------------------------------------- | ---------------------------------- | ----------- | ------ | ------ | ---------------- | -------------------------------------- | ---- | -------------------------------------------------------------------- | ------ |
| Арсен                                                            | Госкинпром Грузии                  | Грузия      | 9      | 2579   | 20 мая 1937      | Михаил Чиаурели                        |      |                                                                      | [ 1 ]  |
| Балтийцы                                                         | Белгоскино                         | Белоруссия  | 9      | 2360   | 2 января 1938    | Александр Файнциммер                   |      |                                                                      | [ 2 ]  |
| Белеет парус одинокий                                            | Союздетфильм                       | Россия      | 9      | 2371   | 25 ноября 1937   | Владимир Легошин                       |      |                                                                      | [ 3 ]  |
| Богатая невеста                                                  | Киевская кинофабрика «Украинфильм» | Украина     | 12     | 2675   | 2 марта 1938     | Иван Пырьев                            |      |                                                                      | [ 4 ]  |
| Большие крылья (Тебя любит Родина)                               | Ленфильм                           | Россия      | 8      | 2050   | 25 марта 1937    | Михаил Дубсон, Карл Гаккель            |      | Не сохранился.                                                       | [ 5 ]  |
| Буйная ватага                                                    | Азерфильм                          | Азербайджан | 5      | 1614   | 21 мая 1938      | Александр Попов, Гамар Саламзаде       |      |                                                                      | [ 6 ]  |
| Великий гражданин                                                | Ленфильм                           | Россия      | 12     | 3211   | 13 февраля 1938  | Фридрих Эрмлер                         |      |                                                                      | [ 7 ]  |
| Весёлые путешественники                                          | Союздетфильм                       | Россия      | 3      | 928    | 25 августа 1937  | Анисим Мазур                           |      |                                                                      | [ 8 ]  |
| Возвращение Максима                                              | Ленфильм                           | Россия      | 12     | 3082   | 23 мая 1937      | Григорий Козинцев, Леонид Трауберг     |      |                                                                      | [ 9 ]  |
| Воздушное приключение                                            | Союздетфильм                       | Россия      | 2      | 632    | 20 декабря 1937  | Таиса Арусинская                       |      |                                                                      | [ 10 ] |
| Волочаевские дни (Дальний Восток; Интервенция на Дальний Восток) | Ленфильм                           | Россия      | 11     | 3066   | 20 января 1938   | Георгий Васильев, Сергей Васильев      |      |                                                                      | [ 11 ] |
| Гаврош                                                           | Мосфильм                           | Россия      | 8      | 2069   | 25 июля 1937     | Татьяна Лукашевич, Александр Слободник |      |                                                                      | [ 12 ] |
| Глубокий рейд (Гордые соколы)                                    | Мостехфильм                        | Россия      | 7      | 1600   | 23 февраля 1938  | Пётр Малахов                           |      |                                                                      | [ 13 ] |
| Горный цветок (Эдельвейс)                                        | Одесская кинофабрика «Украинфильм» | Украина     | 3      | 935    | Февраль 1938     | А. Артёменко                           |      |                                                                      | [ 14 ] |
| Граница на замке                                                 | Союздетфильм                       | Россия      | 9      | 2107   | 9 февраля 1938   | Василий Журавлёв, Константин Когтев    |      |                                                                      | [ 15 ] |
| Днепр в огне                                                     | Белгоскино                         | Белоруссия  | 7      | 1791   | 13 апреля 1937   | Чеслав Сабинский, Сигизмунд Навроцкий  |      |                                                                      | [ 16 ] |
| Дочь Родины                                                      | Белгоскино                         | Белоруссия  | 8      | 1921   | 19 ноября 1937   | Владимир Корш-Саблин                   |      |                                                                      | [ 17 ] |
| Дума про казака Голоту (Р. В. С.)                                | Союздетфильм                       | Россия      | 7      | 2286   | 19 октября 1937  | Игорь Савченко                         |      |                                                                      | [ 18 ] |
| Женитьба                                                         | Ленфильм                           | Россия      | 7      | 1873   | 28 июля 1937     | Эраст Гарин, Хеся Локшина              |      | Был снят с экрана вскоре после выхода в прокат. Не сохранился.       | [ 19 ] |
| За советскую Родину (Падение Кимас-озера; Поход Антикайнена)     | Ленфильм                           | Россия      | 9      | 2416   | 26 октября 1937  | Рафаил Музыкант, Юрий Музыкант         |      |                                                                      | [ 20 ] |
| Запорожец за Дунаем                                              | Киевская кинофабрика «Украинфильм» | Украина     | 7      | 2035   | 14 января 1938   | Иван Кавалеридзе                       |      |                                                                      | [ 21 ] |
| Золотистая долина                                                | Госкинпром Грузии                  | Грузия      | 10     | 2537   | 14 июня 1937     | Николай Шенгелая, Диомиде Антадзе      |      |                                                                      | [ 22 ] |
| Иностранка                                                       | Одесская кинофабрика «Украинфильм» | Украина     | 3      | 725    | Апрель 1938      | Владимир Гончуков                      |      |                                                                      | [ 23 ] |
| Как будет голосовать избиратель                                  | Мосфильм                           | Россия      | 4      | 1003   | Декабрь 1937     | Сергей Юткевич                         |      |                                                                      | [ 24 ] |
| Каро                                                             | Арменкино                          | Армения     | 8      | 2114   | 1 ноября 1937    | Арташес Ай-Артян, Семён Тайц           |      |                                                                      | [ 24 ] |
| Клятва (Я не предатель)                                          | Узбекфильм                         | Узбекистан  | 7      | 1833   | 21 июля 1937     | Александр Усольцев-Гарф                |      |                                                                      | [ 25 ] |
| Ленин в октябре (Восстание)                                      | Мосфильм                           | Россия      | 13     | 3034   | 7 ноября 1937    | Михаил Ромм, Дмитрий Васильев          |      | В 1956 году выпущен перемонтированный вариант на 12 частей и 2830 м. | [ 26 ] |
| На Дальнем Востоке (Мужество)                                    | Мосфильм                           | Россия      | 12     | 2774   | 2 августа 1937   | Давид Марьян, Ефим Арон                |      |                                                                      | [ 27 ] |
| Назар Стодоля                                                    | Одесская кинофабрика «Украинфильм» | Украина     | 8      | 2520   | 13 апреля 1937   | Георгий Тасин                          |      | 1936                                                                 | [ 28 ] |
| Наш цирк                                                         | Мосфильм                           | Россия      | 2      | 524    | 16 марта 1938    | Исидор Симков                          |      |                                                                      | [ 28 ] |
| Новеллы о героях лётчиках (Крылья)                               | Киевская кинофабрика «Украинфильм» | Украина     | 6      | 1650   | 10 февраля 1938  | Александр Уманский                     |      | Фильм состоит из двух новелл: «Случай с лыжей», «Сложная посадка».   | [ 29 ] |
| Остров сокровищ                                                  | Союздетфильм                       | Россия      | 9      | 2522   | 5 января 1938    | Владимир Вайншток                      |      |                                                                      | [ 30 ] |
| Пётр Первый. Первая серия                                        | Ленфильм                           | Россия      | 10     | 2815   | 31 августа 1937  | Владимир Петров                        |      |                                                                      | [ 31 ] |
| Потерянный рай                                                   | Госкинпром Грузии                  | Грузия      | 8      | 2270   | 15 мая 1938      | Давид Рондели                          |      |                                                                      | [ 32 ] |
| Пугачёв                                                          | Ленфильм                           | Россия      | 10     | 2872   | 5 ноября 1937    | Павел Петров-Бытов                     |      |                                                                      | [ 33 ] |
| Соловей                                                          | Белгоскино                         | Белоруссия  | 7      | 1750   | 1938             | Эдуард Аршанский, В. Жемчужников       |      |                                                                      | [ 34 ] |
| Тайга золотая (Шуба английского короля)                          | Ленфильм                           | Россия      | 7      | 2137   | 13 октября 1937  | Геннадий Казанский, Максим Руф         |      |                                                                      | [ 34 ] |
| Ущелье Аламасов                                                  | Союздетфильм                       | Россия      | 7      | 1988   | 19 сентября 1937 | Владимир Шнейдеров                     |      |                                                                      | [ 35 ] |
| Шахтёры                                                          | Ленфильм                           | Россия      | 12     | 2996   | 23 августа 1937  | Сергей Юткевич                         |      |                                                                      | [ 36 ] |
| Юность                                                           | Мосфильм                           | Россия      | 7      | 1824   | 20 июня 1937     | Леонид Резниченко                      |      |                                                                      | [ 37 ] |